# Ardenay-sur-Mérize
Ardenay-sur-Mérize – miejscowość i gmina we Francji, w regionie Kraj Loary, w departamencie Sarthe.
Według danych na rok 2010 gminę zamieszkiwało 491 osób, a gęstość zaludnienia wynosiła 42 osoby/km².